# 水本光任
水本 光任（みずもと みつと、Mituto Mizumoto、1914年12月30日 - 1991年11月16日）は、ブラジルの新聞経営者。

## 概略
1914年（大正3年）12月30日、熊本県下益城郡海東村（現・宇城市）に生まれる。海東高等小学校卒業。1929年（昭和4年）15歳の時村議を務めていた父をはじめ家族でブラジルへ移住する。
耕地での労働、山から切り出した木の炭焼き、法律事務所で日本人移住者の相談相手、書類の代書などの後、1946年（昭和21年）サンパウロ新聞を創刊し、戦後ブラジル日系社会をゆさぶった「勝ち組」「負け組」論争の収束に大きく貢献する。以後、サンパウロ新聞を海外最大の邦字新聞に育て上げた。紙は2011年（平成23年）に創刊65周年を迎え、読者はブラジルのみならず、アルゼンチン、ボリビア、パラグアイの一部に広がっている。
妻は和歌山県出身の移民1世水本みゑ。1977年（昭和52年）第25回菊池寛賞、1991年（平成3年）ブラジル民間人最高位のリオ・ブランコ国家勲章を受賞。1991年（平成3年）11月16日、76歳で死去。
現在、サンパウロ新聞社の所在地は、創刊者の水本にちなんで、ミツト・ミズモト通り（Rua Mituto Mizumoto）という名称になっている。